# Armeria atlantica
Armeria atlantica  är en triftväxtart som beskrevs av Auguste Nicolas Pomel. Armeria atlantica ingår i släktet triftar, och familjen triftväxter.
Inga underarter finns listade i Catalogue of Life.